# Hong Kong Film Critics Society Awards
Ne doit pas être confondu avec Golden Bauhinia Awards ou Hong Kong Film Awards.
Le Hong Kong Film Critics Society Awards est un prix cinématographique décerné en février de chaque année par la Hong Kong Film Critics Society (Société des critiques de cinéma de Hong Kong), association membre de la FIPRESCI. Le prix récompense depuis 1995 les meilleurs film, réalisateur, acteur, actrice, scénariste de l'année précédente et décerne un encouragement (Film of Merit).

## Prix du meilleur film
- 1995 : Les Cendres du temps de Wong Kar-wai (1994)
- 1996 : Summer Snow d'Ann Hui (1995)
- 1997 : Comrades, Almost a Love Story de Peter Chan (1996)
- 1998 : Full Alert de Ringo Lam (1997)
- 1999 : Beast Cops de Gordon Chan et Dante Lam (1998)
- 2000 : The Mission de Johnnie To (1999)
- 2001 : Durian Durian de Fruit Chan (2000)
- 2002 : Shaolin Soccer de Stephen Chow (2001)
- 2003 : Chinese Odyssey 2002 de Jeffrey Lau (2002)
- 2004 : Infernal Affairs 2 d'Andrew Lau et Alan Mak (2003)
- 2005 : McDull, Prince de la Bun de Toe Yuen (2004)
- 2006 : Election de Johnnie To (2005)
- 2007 : Election 2 de Johnnie To (2006)
- 2008 : The Postmodern Life of My Aunt d'Ann Hui (2007)
- 2009 : The Way We Are d'Ann Hui (2008)
- 2010 : KJ de Cheung King-wai (2009)
- 2011 : Gallants de Derek Kwok et Clement Cheng (2010)
- 2012 :  A Simple Life d'Ann Hui (2011)
- 2013 : Motorway de Cheang Pou-soi (2012)
- 2014 : The Grandmaster de Wong Kar-wai (2013)
- 2015 : The Midnight After de Fruit Chan (2014)
- 2016 : Port of Call de Philip Yung (2015)
- 2017 : Trivisa de Frank Hui, Jevons Au et Vicky Wong (2016)
- 2018 : Our Time Will Come d'Ann Hui (2017)
- 2019 : Three Husbands de Fruit Chan (2018)
- 2020 : Un printemps à Hong Kong (Suk Suk) de Ray Yeung (2019)
- 2021 : Inside the Red Brick Wall de HK Documentary Filmmakers (2020)
- 2022 : Limbo de Soi Cheang (2021)
- 2023 : To My Nineteen Year Old Self de Mabel Cheung (2022)

## Prix du meilleur réalisateur
- 1995 : Wong Kar-wai pour Les Cendres du temps (1994)
- 1996 : Derek Yee pour Full Throttle (1995)
- 1997 : Peter Chan pour Comrades, Almost a Love Story et Gordon Chan pour The First Option (1996)
- 1998 : Fruit Chan pour Made in Hong Kong (1997)
- 1999 : Johnnie To pour A Hero Never Dies (1998)
- 2000 : Johnnie To pour The Mission (1999)
- 2001 : Wong Kar-wai pour In the Mood for Love (2000)
- 2002 : Ann Hui pour Visible Secret (2001)
- 2003 : Peter Chan pour Trois histoires de l'au-delà (2002)
- 2004 : Johnnie To pour PTU (2003)
- 2005 : Derek Yee pour One Night in Mongkok (2004)
- 2006 : Johnnie To pour Election (2005)
- 2007 : Johnnie To pour Exilé (2006)
- 2008 : Ann Hui pour The Postmodern Life of My Aunt (2007)
- 2009 : Ann Hui pour The Way We Are (2008)
- 2010 : Alan Mak et Felix Chong  pour Overheard (2009)
- 2011 : Su Chao-pin pour Reign of Assassins (2010)
- 2012 : Jiang Wen pour Let the Bullets Fly (2011)
- 2013 : Cheang Pou-soi pour Motorway et Dante Lam pour The Viral Factor (2012)
- 2014 : Johnnie To pour Drug War (2013)
- 2015 : Fruit Chan pour The Midnight After (2014)
- 2016 : Tsui Hark pour La Bataille de la Montagne du Tigre (2015)
- 2017 : Stephen Chow pour The Mermaid et Wong Chun pour Mad World (2016)
- 2018 : Sylvia Chang pour Love Education (2017)
- 2019 : Fruit Chan pour Three Husbands (2018)
- 2020 : Derek Tsang pour Better Days (2019)
- 2021 : Peter Chan pour Leap (2020)
- 2022 : Benny Chan pour Raging Fire (2021)
- 2023 : Wai Ka-fai pour Detective vs Sleuths et Lam Sum pour The Narrow Road (2022)

## Prix du meilleur scénario
- 1995 : Wong Kar-wai pour Les Cendres du temps (1994)
- 1996 : Jeffrey Lau pour Le roi singe (1995)
- 1997 : Kwok Wai-Chung pour Mongkok Story (1996)
- 1998 : Chan Hing-Ka pour Task Force (1997)
- 1999 : Yau Nai-hoi, Szeto Kam-Yuen et Chow Hin-Yan pour Expect the Unexpected et Jeffrey Lau pour Timeless Romance (1998)
- 2000 : Matt Chow, Wilson Yip et Ben Cheung pour Bullets Over Summer (1999)
- 2001 : Chan Hing-Ka et Amy Chin pour The Triad Zone (2000)
- 2002 : Vincci Cheuk pour Merry-Go-Round (2001)
- 2003 : Fruit Chan pour Hollywood Hong-Kong (2002)
- 2004 : Wai Ka-fai, Yau Nai-hoi, Au Kin-yee et Yip Tin-Shing pour Running on Karma (2003)
- 2005 : Gordon Chan et Chung Kai-Cheung pour A-1 Headline (2004)
- 2006 : Wong Jing pour Colour of the Loyalty (2005)
- 2007 : Wong Jing et Tang Tut-hei pour Wo Hu (2006)
- 2008 : Wai Ka-fai et Au Kin-yee pour Mad Detective (2007)
- 2009 : Ivy Ho pour Claustrophobia (2008)
- 2010 : Wai Ka-fai et Au Kin-yee pour Written By (2009)
- 2011 : Ivy Ho pour Crossing Hennessy (2010)
- 2012 : Yau Nai-hoi, Yip Tin-Shing, Ben Wong et Jeff Cheung pour La Vie sans principe (2011)
- 2013 : Wai Ka-fai, Yau Nai-hoi, Chan Wai Bun et Au Man-Kit pour Romancing in Thin Air (2012)
- 2014 : Wai Ka-fai, Yau Nai-hoi, Chan Wai Bun et Yu Xi pour Drug War (2013)
- 2015 : Zhang Ji pour Dearest et Wai Ka-fai, Ryker Chan et Yu Xi pour Don't Go Breaking My Heart 2 (2014)
- 2016 : Yukihiko Kageyama et Sylvia Chang pour Murmur of the Hearts (2015)
- 2017 : Florence Chan pour Mad World (2016)
- 2018 : Xiong Zhaozheng, Maria Wong, Frankie Tam et MengZhang Wu pour God of War (2017)
- 2019 : Oliver Chan Siu Kuen pour Still Human (2018)
- 2020 : Norris Wong pour My Prince Edward (2019)
- 2021 : Kate Reilly et Leung Ming-kai pour Memories To Choke On, Drinks To Wash Them Down (2020)
- 2022 : Ho Ching-yi et Gordon Lam pour Time (2021)
- 2023 : Wai Ka-fai, Ray Chan et Mak Tin-shu pour Detective vs Sleuths (2022)

## Prix de la meilleure actrice
- 1995 : Joan Chen dans Red Rose White Rose (1994)
- 1996 : Siqin Gaowa dans The Day the Sun Turned Cold et Josephine Siao dans Summer Snow (1995)
- 1997 : Maggie Cheung dans Comrades, Almost a Love Story (1996)
- 1998 : Jacklyn Wu dans Eighteen Springs (1997)
- 1999 : Sandra Ng dans Portland Street Blues (1998)
- 2000 : Helena Law dans Bullets Over Summer (1999)
- 2001 : Qin Hai-Lu dans Durian Durian (2000)
- 2002 : Sammi Cheng dans Wu Yen (2001)
- 2003 : Faye Wong dans Chinese Odyssey 2002 (2002)
- 2004 : Cecilia Cheung dans Running on Karma (2003)
- 2005 : Zhang Ziyi dans 2046 (2004)
- 2006 : Zhou Xun dans Perhaps Love (2005)
- 2007 : Gong Li dans Curse of the Golden Flower (2006)
- 2008 : Siqin Gaowa dans The Postmodern Life of My Aunt (2007)
- 2009 : Pau Hei-ching dans The Way We Are (2008)
- 2010 : Kara Hui dans At the End of Daybreak (2009)
- 2011 : Miriam Yeung dans Perfect Wedding (2010)
- 2012 : Deannie Yip dans A Simple Life (2011)
- 2013 (vacante)
- 2014 : Zhang Ziyi dans The Grandmaster (2013)
- 2015 : Zhao Wei dans Dearest (2014)
- 2016 : Jessie Li dans Port of Call (2015)
- 2017 : Zhou Dongyu dans Soul Mate (2016)
- 2018 : Stephy Tang dans The Empty Hands (2017)
- 2019 : Zeng Meihuizi dans Three Husbands (2018)
- 2020 : Cecilia Choi dans Beyond the Dream (2019)
- 2021 : Gong Li dans Leap (2020)
- 2022 : Liu Yase dans Limbo (2021)
- 2023 : Sammi Cheng dans Lost Love (2022)

## Prix du meilleur acteur
- 1995 : Leslie Cheung dans Les Cendres du temps (1994)
- 1996 : Stephen Chow dans Le roi singe (1995)
- 1997 : Francis Ng dans Once Upon a Time in Triad Society (1996)
- 1998 : Lau Ching-wan dans Full Alert (1997)
- 1999 : Anthony Wong Chau-sang dans Beast Cops (1998)
- 2000 : Francis Ng dans Bullets Over Summer (1999)
- 2001 : Francis Ng dans 2000 AD (2000)
- 2002 : Lau Ching-wan dans La Brassiere (2001)
- 2003 : Anthony Wong Chau-sang dans Infernal Affairs (2002)
- 2004 : Andy Lau dans Running on Karma (2003)
- 2005 : Tony Leung Chiu-wai dans 2046 (2004)
- 2006 : Tony Leung Ka-fai dans Everlasting Regret (2005)
- 2007 : Jet Li dans Le Maître d'armes (2006)
- 2008 : Tony Leung Ka-fai dans Eye in the Sky (2007)
- 2009 : Nick Cheung dans The Crash (2008)
- 2010 : Wang Xueqi dans Bodyguards and Assassins (2009)
- 2011 : Teddy Robin dans Gallants (2010)
- 2012 : Lau Ching-wan dans La Vie sans principe (2011)
- 2013 : Chapman To dans Diva (2012)
- 2014 : Nick Cheung dans Unbeatable (2013)
- 2015 : Lau Ching-wan dans Overheard 3 (2014)
- 2016 : Michael Ning dans Port of Call (2015)
- 2017 : Gordon Lam dans Trivisa (2016)
- 2018 : Yasuaki Kurata dans God of War (2017)
- 2019 : Anthony Wong Chau-sang dans Still Human (2018)
- 2020 : Tai Bo dans Un printemps à Hong Kong (Suk Suk) (2019) et Terrance Lau Chun Him dans Beyond the Dream (2019)
- 2021 (vacante)
- 2022 : Patrick Tse dans Time (2021)
- 2023 : Louis Cheung dans The Narrow Road (2022)